# ウインターハーツ・ギルド
『ウインターハーツ・ギルド』（Winterheart's Guild）は、フィンランドのパワーメタルバンド、ソナタ・アークティカが2003年に発表した3作目のスタジオ・アルバム。

## 解説
ストラトヴァリウスのイェンス・ヨハンソンがゲスト参加した。収録曲「ヴィクトリアズ・シークレット」は、母国フィンランドのシングル・チャートでバンドにとって初の1位を獲得し、また、「ブロークン」はシングル・チャートの3位に達した。

## 収録曲
1. アバンダンド、プリーズド、ブレインウォッシュド、エクスプロイテッド - Abandoned, Pleased, Brainwashed, Exploited
2. グレイヴンイメージ - Gravenimage
3. ザ・ケージ - The Cage
4. シルヴァー・タング - Silver Tongue
5. ザ・ミザリー - The Misery
6. ヴィクトリアズ・シークレット - Victoria's Secret
7. シャンペン・バス - Champagne Bath
8. ブロークン - Broken
9. ザ・レスト・オヴ・ザ・サン・ビロングズ・トゥ・ミー - The Rest of the Sun Belongs to Me ※
10. ザ・ルーインズ・オヴ・マイ・ライフ - The Ruins of My Life
11. ドロー・ミー - Draw Me

※日本盤ボーナストラック

## 参加ミュージシャン
- トニー・カッコ - vocals, keyboards
- ヤニ・リーマタイネン - guitar
- マルコ・パーシコスキ - bass
- トミー・ポルティモ - drums
- イェンス・ヨハンソン - keyboards solos on "The Cage", "Silver Tongue", "Victoria's Secret" and "Champagne Bath"